# Gorni Kramer
Gorni Kramer (né à Rivarolo Mantovano le 22 juillet 1913 et mort à Milan le 26 octobre 1995) est un compositeur, interprète et musicien italien.

## Biographie
Gorni Kramer né Francesco Kramer Gorni à Rivarolo Mantovano (Lombardie). Son nom de famille est Gorni et son prénom Kramer lui a été donné d'après le cycliste américain Frank Kramer, qui a remporté la course sur route aux Championnats du monde de 1912 et qui a fortement impressionné le père de Gorni.
Gorni Kramer a appris la musique très jeune, grâce à son père musicien. Le premier instrument qu'il apprend à jouer est l'accordéon, avec lequel il s'est produit enfant dans l'orchestre de son père.
Il étudie ensuite la contrebasse au conservatoire de Parme et obtient son diplôme en 1930 et commence à travailler comme musicien pour des orchestres de danse. En 1933, à l'âge de 20 ans, il  forme un groupe de jazz un nouveau genre musical américain interdit par le régime fasciste italien, mais que Gorni Kramer a pu connaître grâce aux musiciens transitant entre l'Europe et l'Amérique du Nord.
Au milieu des années 1930, il devient auteur-compositeur à succès composant la musique de Crapa pelada - paroles de Tata Giacobetti , un hit de 1936 interprété par Alberto Rabagliati. En 1939, il écrit  Pippo non lo sa , l'une des chansons les plus célèbres du Trio Lescano. Malgré la popularité de ses chansons, Gorni Kramer et son orchestre sont ignorés par la radio publique italienne EIAR, qui le  boycotte parce qu'ils jouent du jazz.
Pendant la Seconde Guerre mondiale Gorni Kramer travaille avec Natalino Otto, un chanteur également interdit par l'EIAR à cause de son style swing. Kramer a écrit  Ho un sassolino nella scarpa, l'un des plus grands succès d'Otto. Au cours de cette période, il entame une coopération avec le Quartetto Cetra  écrivant des chansons comme  Nella vecchia fattoria (le remake italien de  Old MacDonald Had a Farm),  In un palco della Scala, Donna, Concertino.
En 1949, Gorni Kramer commence à travailler pour Garinei et Giovannini, un  duo qui écrit et produit des  comédies musicales. Écrire de la musique pour leurs spectacles a été son activité principale pendant les dix années suivantes. Ses productions les plus réussies sont  Gran Baldoria ,  Attanasio cavallo vanesio,  Alvaro piuttosto corsaro,  Tobia candida spia, Un paio d'ali ,.
Gorni Kramer fait ses débuts à la télévision en 1957 avec le spectacle musical Il Musichiere animé par Mario Riva. Il a composé le générique de l'émission  Domenica è sempre domenica. D'autres spectacles ont suivi:  Buone vacanze,  Giardino d'inverno,  L'amico del giaguaro,  Leggerissimo.
Au milieu des années 1960 Gorni Kramer réduit progressivement son activité, mais  continue à travailler comme éditeur de musique et auteur de télévision.
Gorni Kramer est mort d'une crise cardiaque à Milan en 1995. Il a deux filles, Teresa et Laura.

## Distinction
Grand officier de l'Ordre du Mérite de la République italienne

## Filmographie

### Bande originale
- 1951 : Il microfono è vostro de Giuseppe Bennati
- 1958 : Domenica è sempre domenica de Camillo Mastrocinque
- 1958 : Come te movi, te fulmino! de Mario Mattòli
- 1959 : Totò à Madrid (Totò, Eva e il pennello proibito) de Steno.
- 1960 : Un mandarino per Teo, de Mario Mattoli